# Pierre Jean François Turpin

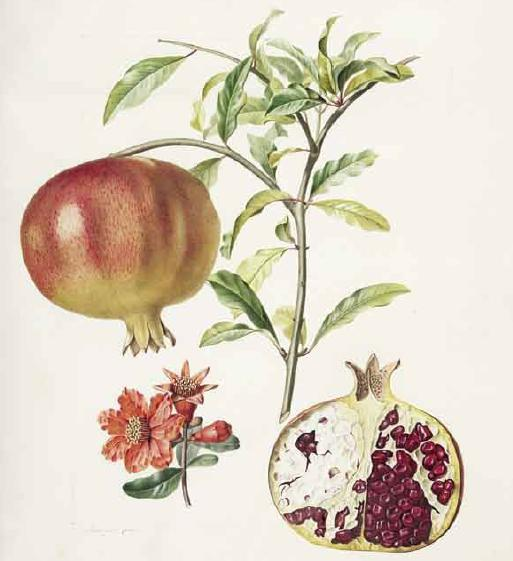
Frutos maduros del granado (Pomegranate).

Pierre Jean François Turpin (Vire, 11 de marzo de 1775 - París, 1 de mayo de 1840) fue un botánico ilustrador francés. Es considerado uno de los más grandes ilustradores florales y botánicos de la Era Napoleónica. Como artista, Turpin fue largamente autodidacto.
En 1794 Turpin se traslada a Haití como miembro de la Armada Francesa; encontrándose con el botánico Pierre A. Poiteau (1766-1854), con quien con posterioridad trabajarían juntos. A través de Poiteau, Turpin aprende Botánica, y a su vez crea muchas ilustraciones botánicas a campo que serían la base de posteriores estudios al retorno de los dos sabios a Francia. En relación con su obra en Haití, fueron capaces de describir alrededor de 800 especies botánicas.
Con la colaboración de Poiteau y de otros naturalistas, Turpin creará algunas de las más finas acuarelas e ilustraciones de plantas que existan. A continuación algunas de las obras en donde Turpin contribuyó a ilustrar:
- Realizó la mayoría de las ilustraciones en la obra de Jules P.B. Delessert (1773-1847): Icones selectae plantarum.
- Con Pierre Poiteau, produce una versión actualizada de la obra de Henri L. Duhamel du Monceau (1700-1782): Traité des arbres fruitiers (Tratado de los árboles frutales).
- Contribuye a ilustrar la obra de Alexander von Humboldt (1769-1859) y de Aimé Bonpland (1773-1858): Plantes Equinoxales (1808).
- Provee las ilustraciones de la obra de Jean L.M. Poiret (1755-1834): Leçons de flore: Cours complet de botanique (1819-1820).

## Obra

### Algunas publicaciones
- Icones selectae plantarum (1773–1847, ed. Benjamin Delessert)

- Traité des arbres fruitiers (1700–1782, con Pierre Antoine Poiteau, reedición de la obra de Henri Louis Duhamel du Monceau)

- Plantes équinoxiales (1808, texto de Alexander von Humboldt y Aimé Bonpland; ilustraciones con Pierre Antoine Poiteau)

- Leçons de flore: Cours complet de botanique (1819–1820, texto de Jean Louis Marie Poiret)
- La abreviatura «Turpin» se emplea para indicar a Pierre Jean François Turpin como autoridad en la descripción y clasificación científica de los vegetales.[1]